# Economia Ciprului

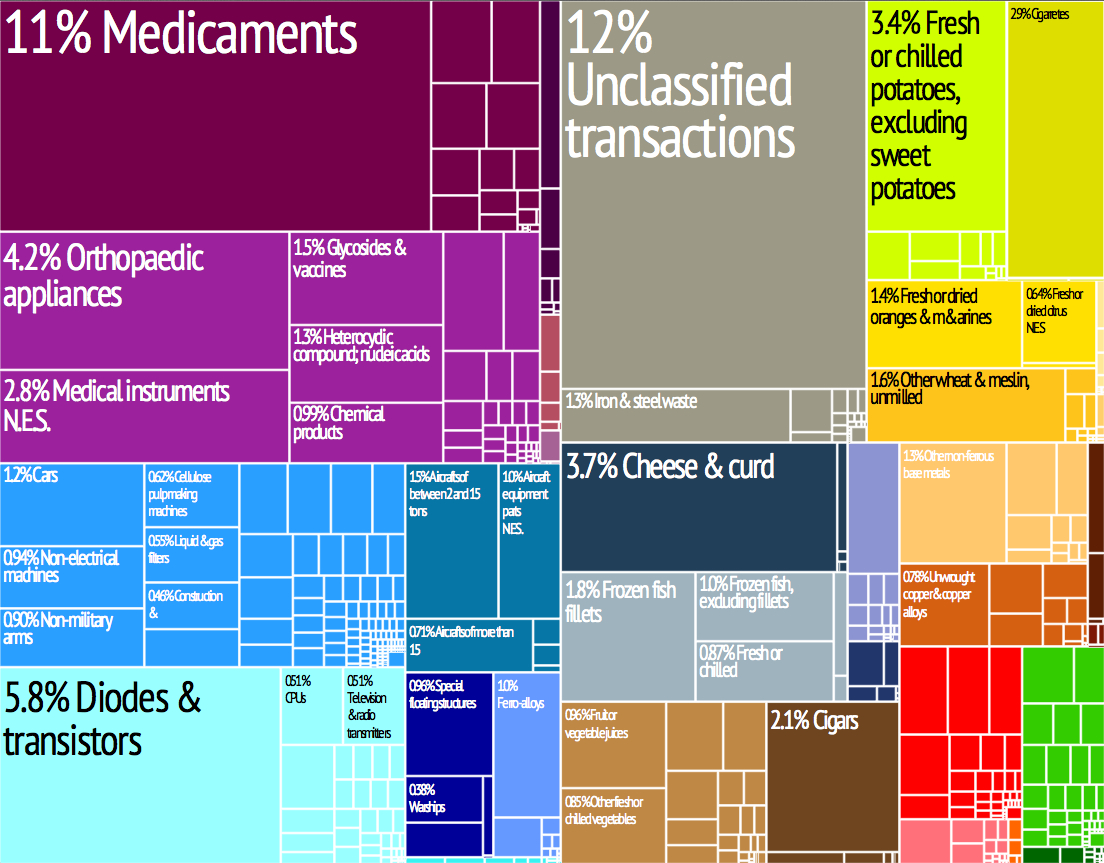
Grafic al exporturilor cipriote

Deși economia Ciprului a suferit datorită conflictului armat din l974 dintre etnia turcă și cea greacă, țara are o dinamică econ. susținută de turism (activitate hotelieră) și de activitatea bancară în care joacă un rol important în zonă, mai ales după declinul Libanului din ultimele decenii. Zona cipriotă greacă are un ritm de dezvoltare superior, bazat în special pe acordurile econ. cu CEE, conform cărora s-a dezvoltat viticultura, recolta de citrice (cca. 50% din pământul arabil) și a cartofilor, care datorită climei se recoltează timpuriu. Resurse: grâu, cartofi, viță de vie, vin, măsline, agrume (citrice), tutun, bumbac, lemn, ovine, caprine, asini, lână, lactate, puiet pește, bureți de mare; cupru (de unde vine și numele țării), pirite, crom, sulf, azbest, ciment.